# Rhipidura superciliaris
Rhipidura superciliaris là một loài chim trong họ Rhipiduridae.